# Деятельность ЧВК «Вагнер» в Сирии

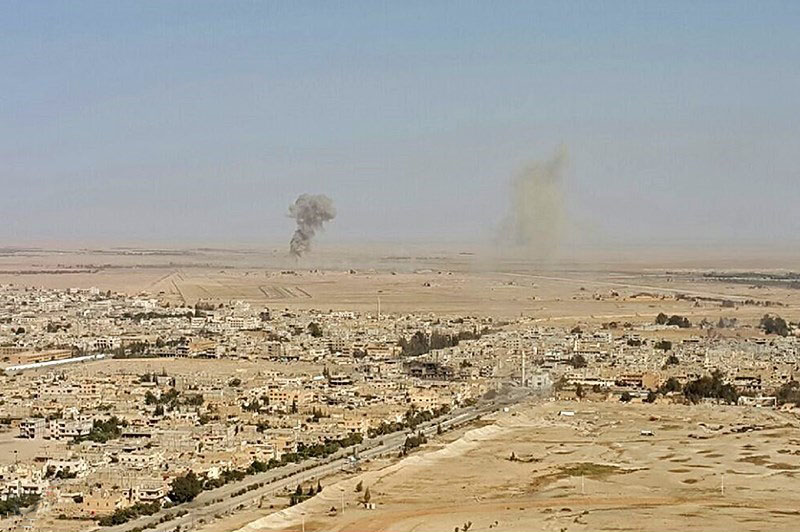
Наемники Вагнера принимали участие в наступлении на Пальмиру в марте 2016 года.

ЧВК «Вагнер» проводила операции в Сирии с конца 2015 года.

## Прибытие и захват Пальмиры и Аш-Шаир
О присутствии ЧВК в Сирии впервые сообщили в конце октября 2015 года, почти через месяц после российского военного вмешательства в гражданскую войну в стране, когда от трех до девяти бойцов ЧВК были убиты в результате минометного обстрела повстанцами их позиций в провинции Латакия. Сообщалось, что группа Вагнера работала на Министерство обороны России, хотя частные военные компании в России являются незаконными. Министерство обороны России отвергло ранние сообщения The Wall Street Journal об операциях группы Вагнера в Сирии и обозначило их как «информационную атаку». Однако источники в ФСБ России и Министерстве обороны неофициально заявили RBTH, что Вагнер находился под контролем ГРУ.
Более того, по словам нескольких наёмников «Вагнера», они были доставлены в Сирию на борту российских военно-транспортных самолетов. Другие были доставлены в Сирию сирийской авиакомпанией Cham Wings из аэропорта Ростова-на-Дону, при этом в период с января 2017 года по март 2018 года был совершен 51 рейс туда и обратно. Их оборудование было доставлено в Сирию так называемым сирийским экспрессом, флотом российских военных и гражданских торговых судов, которые доставляли грузы в Сирию с 2012 года. Позже источник в Министерстве обороны сообщил телеканалу РБК, что ФСБ также руководила ЧВК. По сообщениям, использование Вагнера обошлось России в 170 миллионов долларов к августу 2016 года.
К июлю 2017 года, по словам газеты New York Times, Россия установила политику в Сирии, при которой компании, которые захватывают нефтяные и газовые скважины, а также шахты у сил ИГИЛ, получат права на добычу нефти на тех же участках. К этому времени две российские компании получили контракты в соответствии с этой политикой, причём одна наняла группу Вагнера для охраны этих объектов от боевиков. Позже выяснилось, что компания будет получать 25 процентов выручки от добычи нефти и газа на месторождениях, захваченных её ЧВК у ИГИЛ. В некоторых сообщениях говорилось, что контракты с Дамаском были заключены после того, как Вагнер потерял доверие и финансирование Министерства обороны России в начале 2016 года. По состоянию на начало августа 2017 года число сотрудников Вагнера в Сирии, как сообщалось, достигло 5000 человек после прибытия дополнительных 2000 ЧВК, включая чеченцев и ингушей.
ЧВК Вагнера участвовали в обоих наступлениях под Пальмирой в 2016 и 2017 годах, а также в кампании Сирийской армии в центральной Сирии летом 2017 года и битве за Дайр-эз-Заур в конце 2017. Они были в роли советников на передовой, координаторов огня и передвижения и передовых авиадиспетчеров, которые обеспечивали непосредственную поддержку с воздуха. По прибытии в Сирию наёмники получили танки Т-72, РСЗО БМ-21 «Град» и 122-мм гаубицы Д-30. Во время первого наступления на Пальмиру, по словам одного из подрядчиков, бойцы ЧВК использовались в качестве «пушечного мяса», и большая часть работ выполнялась ими, а регулярная сирийская армия, которую он назвал «цыплятами», только заканчивала работу. Эксперт по безопасности России в IIR Марк Галеотти сказал, что они служили «ударными отрядами» вместе с сирийской армией.
После успешного завершения наступления, в ходе которого, по сообщениям, 32 контрактника были убиты и около 80 ранены, в период с апреля по май 2016 года бойцы ЧВК были выведены, и они сдали все свое тяжелое вооружение и военную технику. Когда они вернулись для участия во втором наступлении на Пальмиру и для захвата нефтяных месторождений, удерживаемых ИГИЛ, в начале 2017 года, наёмники ЧВК, как сообщается, столкнулись с нехваткой оружия и техники, поскольку им выдавались только старые штурмовые винтовки, пулеметы, танки Т-62 и гаубицы М-30. Несколько недель спустя было доставлено несколько снайперских винтовок и гранатометов, что не решило проблему.
По данным «Фонтанки», проблемы с оборудованием в сочетании с сообщениями о снижении качества персонала привели к тому, что «Вагнер» понес значительно большее число потерь во второй битве за Пальмиру, чем в первой. Сообщалось, что от 40 до 60 человек были убиты и от 80 до 180 ранены. Российская группа блогеров-расследователей the Conflict Intelligence Team (CIT) объяснила более высокие потери главным образом интенсивным использованием ИГИЛ террористов-смертников и нежеланием группировки боевиков вести переговоры. Тем не менее, второе наступление также закончилось победой проправительственных сил.
Помимо борьбы с боевиками ИГИЛ, по данным телеканала РБК, сотрудники обучали подразделение сирийской армии под названием «Охотники за ИГИЛ», которое также полностью финансировалось и обучалось российским спецназом. «Охотники за ИГИЛ» были одним из ведущих подразделений во время захвата газовых месторождений Аш-Шаир у ИГИЛ в конце апреля 2017 года в рамках наступления на Восточный Хомс в 2017 году. Однако по состоянию на начало июля наёмники все еще вели бои за контроль над газовыми месторождениями Аш-Шаир и районами фосфатных рудников. Тем не менее, в середине сентября газовые месторождения Аш-Шаир начали возобновлять добычу. Впоследствии частная компания отвечала за охрану нефтеперерабатывающих заводов, при этом ИГИЛ время от времени предпринимало попытки отвоевать месторождения, каждый раз получая отпор. Во время одного нападения боевики ИГИЛ замучили до смерти сотрудника ЧВК.

## Убийство Мухаммеда Абдуллы аль-Исмаила
В начале июля 2017 года появилось видео, на котором видно, как наёмники «Вагнера» жестоко убивают Мохаммеда Таха Аль-Абдуллу, подвергая его пыткам с помощью кувалды, затем обезглавливают и сжигают тело. Первоначально предполагалось, что он был захваченным боевиком ИГИЛ в районе Пальмиры.
Более двух лет спустя полная видеозапись была загружена в закрытую группу «Вагнера» ВКонтакте с новой информацией, утверждающей, что убитый был солдатом сирийской армии, который дезертировал. Подрядчики также обвинили мужчину по имени Мухаммад Абдулла аль-Исмаил (или Мохаммед Таха Исмаил аль-Абдулла, он же Хамди Бута) из Дайр-эз-Заура в том, что он джихадист и хочет дезертировать. Исмаил бежал из Сирии ранее во время войны за Ливан, прежде чем вернуться в 2017 году, после чего он был арестован и насильственно призван в сирийскую армию. После того, как он был убит, его тело было изуродовано и сожжено. На видеозаписи убийства была видна вторая отрубленная голова неизвестного человека, лежащая на земле.
В сообщении российских независимых СМИ один из преступников был назван Станиславом Евгеньевичем Дычко, подтвержденным оперативником Группы Вагнера, который ранее работал в Министерстве внутренних дел России. Второй был идентифицирован как бывший солдат по имени Руслан из Брянска, в настоящее время работающий «патриотическим воспитателем» в местных школах. Арабские СМИ также установили, что местом убийства было нефтяное месторождение Аш-Шаир недалеко от Хомса. Дальнейшее расследование, проведенное российскими СМИ в декабре 2019 года, выявило остальных преступников как Владимира Б., Джахонгыра М. («Памир»), Руслана («Чичи») и Владислава Апостола, который был убит в Сирии в феврале 2018 года. «Новая газета» направила материалы своего расследования убийства в Генеральную прокуратуру России, а также в Следственный комитет России, однако в результате никаких уголовных дел возбуждено не было.
В марте 2021 года юристы-правозащитники из трех неправительственных организаций, представляющие брата убитого, подали в Москве иск против шести членов ЧВК «Группа Вагнера», обвиняемых в убийстве. В декабре 2021 года Совет Европейского союза ввел санкции против Уткина за убийство, заявив в резолюции, что «По словам бывшего члена группы Вагнера, Дмитрий Уткин лично отдал приказ о пытках до смерти дезертира, а также о съемках этого акта».

## Продвижение в Дайр-эз-Заур и зачистка Хамы
В середине сентября 2017 года наёмники ЧВК оказали помощь сирийским войскам в захвате города Укайрибат у ИГИЛ в центральной провинции Хама. Несколько бойцов ЧВК были убиты во время боев за город, и их тела были захвачены боевиками. Неделю спустя наёмники вместе с регулярными российскими войсками оказали поддержку сирийским правительственным силам в отражении наступления повстанцев под руководством ХТС к северу от Хамы. В конце того же месяца, во время контрнаступления ИГИЛ в мухафазе Дайр-эз-Заур, боевики захватили в плен двух сотрудников ЧВК «Вагнер». Первоначально Кремль попытался дистанцироваться от этих двоих, в то время как брат одного из них обвинил российское правительство в том, что оно отвергло их.
Впоследствии сирийское подразделение «Охотники за ИГИЛ» обязалось выплатить по миллиону долларов за освобождение каждого из пленных россиян. Однако Охотники за ИГИЛ также заявили, что казнят по 100 пленных боевиков за каждого россиянина, если они будут убиты джихадистами. В то же время представитель российского парламента заявил, что эти двое почти наверняка были казнены, предположительно за отказ отречься от своей христианской православной религии, отвергнуть Россию, стать мусульманами и присоединиться к группе боевиков. Это утверждение было поставлено под сомнение CIT, который указал, что из источников боевиков не поступало сообщений об этом эффекте.
В конце октября 2017 года на YouTube появилось видео, прославляющее действия ЧВК в Сирии. В период с конца октября по начало ноября Вагнер принимал участие в битве за Дайр-эз-Заур, где они вместе с сирийской армией зачистили от оставшихся боевиков ИГИЛ районы Аль-Рашидия и Аль-Арди, а также кварталы Аль-Баж и Абу-Адад. В боевых действиях были задействованы три или четыре роты ЧВК Вагнера. Сирийские правительственные силы полностью взяли город под свой контроль к 3 ноября. Осажденный очаг боевиков ИГИЛ оставался на острове на окраине города, который вскоре подвергся нападению. По мере продвижения правительственных войск оппозиционное агентство SOHR сообщило, что Россия потребовала освобождения двух захваченных наёмников во время переговоров с захваченными боевиками.
17 ноября последние боевики ИГИЛ на острове сдались, оставив сирийскую армию под контролем всей территории, окружающей город Дайр-эз-Заур. Однако двое ЧВК все еще оставались в плену. В конце ноября сообщалось, что российские военные вели переговоры об освобождении двух сотрудников ЧВК, которые, как сообщалось, удерживались на границе Сирии и Ирака. Однако 4 декабря «Охотники за ИГИЛ» сообщили, что они убили командира боевиков ИГИЛ, которые захватили и казнили двух наёмников. В тот же день представитель Wagner уведомил родителей одного из двоих, что оба умерли в плену.
В конце ноября Россия объявила о планах вывести часть своих войск из Сирии к концу года. Сообщалось, что во избежание потенциальных потерь в сфере безопасности Россия заполнит образовавшуюся пустоту частными военными компаниями, включая «Вагнера». 11 декабря Путин объявил о победе над «террористами» во время визита на российскую авиабазу Хмеймим в Сирии.
Руслан Пухов, директор московского центра «Центр анализа стратегий и технологий», заявил, что использование ЧВК было одним из факторов, способствовавших победе России в Сирии. Он отметил, что России удалось устранить необходимость в развертывании большого количества сухопутных войск, привлекая российские ЧВК, которые, в отличие от американских ЧВК, которые обычно выполняли только вспомогательные функции, использовались как высокопрофессиональные штурмовые отряды и что их часто внедряли в сирийские подразделения для повышения их боеспособности. Он также отметил, что российская общественность проявила полное безразличие к потерям, понесённым ЧВК, полагая, что «эти люди высокооплачиваемы и знали, во что ввязываются»".
В декабре 2017 года наёмники приняли участие в наступлении сирийской армии в провинции Идлиб против в основном сил повстанцев ХТС. В рамках той же кампании на северо-западе Сирии в начале февраля 2018 года наёмники помогли захватить несколько деревень, подконтрольных ИГ, на северо-востоке провинции Хама. В период с 3 по 7 февраля проправительственные силы захватили по меньшей мере 25 деревень, сократив присутствие ИГ в этой части страны, по сообщениям, на 80 процентов. Окончательная зачистка произошла 9 февраля.

## Битва при Хашаме

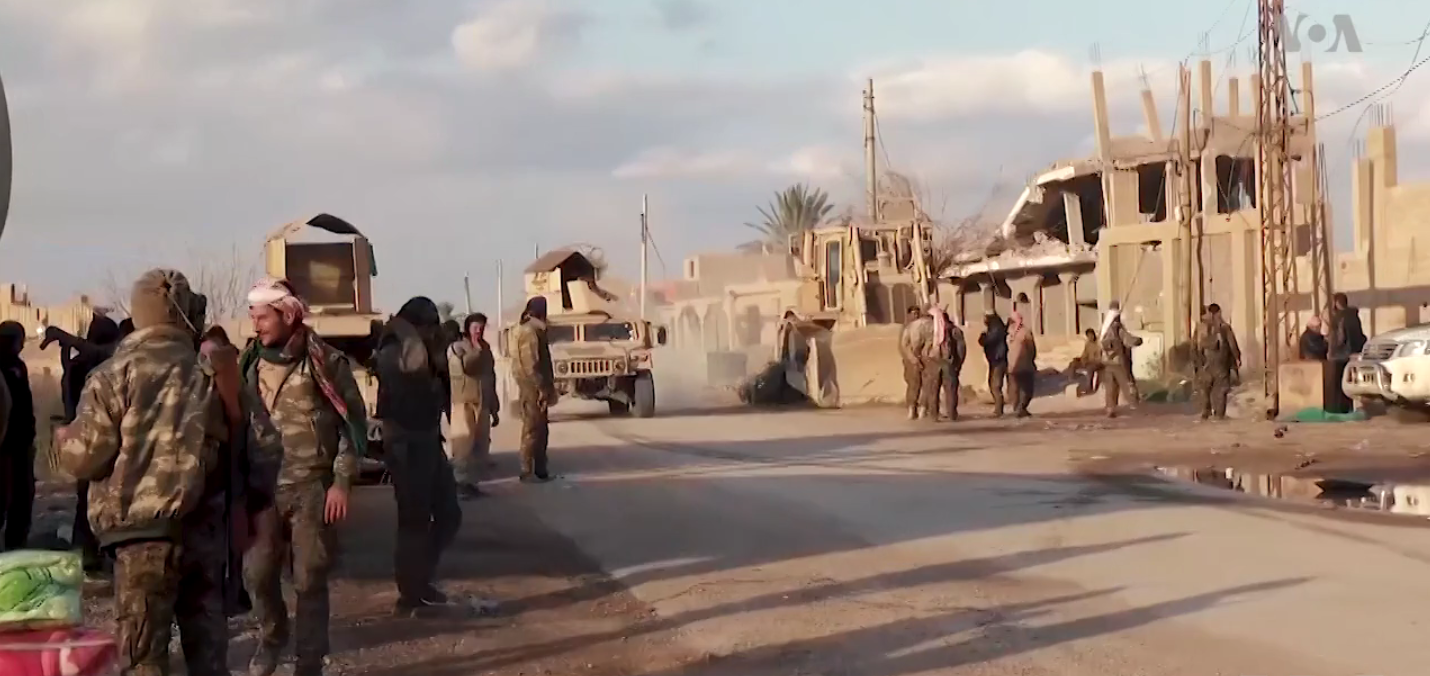
Сирийские демократические силы в Багузе к юго-западу от Хаашама, через пять дней после сражения.

Около 10 часов вечера по местному времени 7 февраля 2018 года недалеко от сирийского города Хашам в провинции Дайр-эз-Заур началось сражение между просирийскими правительственными силами и возглавляемыми курдами SDF при поддержке американских военных. В ходе столкновений американская авиация атаковала сирийские войска, в результате чего погибло от 45 до 100 бойцов правительственных войск.
Российская газета, ссылаясь на российские военные источники и подрядчиков, сообщила, что проправительственные силы пытались захватить газовое месторождение ConocoPhillips (местное название Аль-Тайба) у SDF. По словам двух представителей министерства обороны США, американские военные пришли к выводу, что российские ЧВК также участвовали в нападении, причем один из них заявил, что некоторые из контрактников были убиты в результате авиаударов. Командир курдского ополчения и бывший российский офицер также заявили, что российские контрактники понесли потери в ходе боевых действий.
19 февраля 2018 года в публикации украинского издания Inform Napalm утверждалось, что сражение было спланировано и согласовано с российским военным командованием Сергеем Кимом, начальником оперативного отдела «Вагнера» и бывшим офицером российской морской пехоты. В официальном заявлении подразделения «Охотники за ИГИЛ» говорилось, что они получили разведданные о том, что силы ИГИЛ продвигаются к Хашаму, и правительственные войска решили отойти от Евфрата, чтобы отрезать линию атаки ИГИЛ. В этот момент к востоку от Хашама, на территории, удерживаемой SDF, были замечены вооруженные группы, которые затем атаковали правительственные войска. Группы были быстро отброшены. Военные утверждали, что, согласно перехваченным радиопереговорам, группы были частично ИГИЛ, частично курдами и отступили в сторону фабрики Conoco. В этот момент проправительственные подразделения подверглись авиаударам.
Согласно немецкому изданию Der Spiegel, свирепый американский ответ был в первую очередь вызван подразделением сирийского племенного ополчения и шиитскими боевиками, двигавшимися из города Аль-Тайба в направлении Хашама, одновременно с другой группой проправительственных сил, которая пересекла реку Евфрат недалеко от аэропорта Дайр-эз-Заур, продвигаясь в направлении Хашама из деревни Маррат. Der Spiegel сообщил, что ни в одном из формирований россиян не было; однако в Аль-Тайба дислоцировался небольшой контингент российских бойцов ЧВК, которые не участвовали в боевых действиях. Аналогичным образом, активистская организация SOHR сообщила, что российские ЧВК, сопровождавшие правительственные силы в их продвижении к нефтяным и газовым месторождениям, удерживаемым SDF, были убиты в Аль-Тайба. Более того, SOHR заявило, что они погибли не в результате авиаударов, а в результате взрыва мины-ловушки на складе оружия.
Через несколько дней после сражения различные российские группировки начали подтверждать, что несколько бойцов ЧВК «Вагнер» были убиты в результате авиаударов. В некоторых сообщениях в российских социальных сетях утверждалось, что было убито более 200 российских сотрудников ЧВК, хотя достоверность этой информации была поставлена под сомнение и не могла быть подтверждена. Глава российского военизированного формирования, критикующий убитых контрактников, также заявил, что были убиты 218 наёмников и что семьи все еще ждут их останков. Российский военный врач, лидер связанной с ЧВК военизированной казачьей организации, источник, имеющий связи с Вагнером и украинской СБУ, заявил, что 80-100 сотрудников были убиты и 100—200 ранены. СБУ также назвала имена 64 бойцов ЧВК. Российский журналист полагал, что в результате ударов погибло от 20 до 25 бойцов ЧВК, в то время как аналогично CIT подсчитал, что в общей сложности погибло от 20 до 30 человек.
«Новая газета» сообщила о 13 погибших в России, в то время как атаман Балтийского отдельного казачьего округа Максим Буга заявил, что погибло не более 15-20 человек, а остальные оценки были преувеличением. 19 февраля сообщалось, что один из лидеров «Вагнера» Андрей Трошев заявил, что в бою погибло 14 добровольцев Три других командира «Вагнера» также заявили, что заявление о 200 погибших было преувеличением и что было убито не более 15 наёмников. Россия официально подтвердила, что в результате авиаударов погибли пятеро предположительно российских граждан Der Spiegel и SOHR сообщили, что в результате ударов погибли в основном сирийцы. По состоянию на конец марта ЧВК оставались в том же районе и использовали местные проправительственные войска для разведки позиций коалиции. По словам бывших членов Wagner, битва при Хашаме оказала влияние, которое привело к изменениям в организации, и впоследствии военной компании были переданы только обязанности охраны на местных заводах.

## Обеспечение безопасности Дамаска
18 февраля 2018 года сирийские военные начали наступление на удерживаемую повстанцами Восточную Гуту, к востоку от Дамаска, и к 12 марта разделили регион на три отдельных очага.
По состоянию на 17 марта 82 процента Восточной Гуты было захвачено Сирийской армией. Одним из городов, захваченных правительственными войсками в это время, была Месраба. 18 марта повстанцы предприняли контратаку в попытке отбить Месрабу и быстро отбили большую часть города у правительственных сил. Затем, как сообщается, ЧВК Вагнера начали операцию и в ночь с 18 на 19 марта полностью отбили Месрабу.
Еще одна миссия, которая была возложена на них во время наступления, заключалась в обеспечении безопасности гуманитарного коридора, установленного Российским Центром примирения в Сирии, который позволял гражданским лицам покидать удерживаемые повстанцами районы на территорию правительства. По данным центра, по состоянию на 19 марта удерживаемые повстанцами районы Восточной Гуты покинули 79 702 человека. К 23 марта SOHR оценил число тех, кто покинул районы повстанцев или остался в двух городах, захваченных правительственными войсками, в 120 000 человек, в то время как ООН заявила, что 50 000 человек покинули осажденные районы. Весь регион Восточная Гута был захвачен правительственными войсками 14 апреля, фактически положив конец почти 7-летнему восстанию близ Дамаска.
В марте сообщалось, что анонимный старший командир группы Вагнера заявил, что в Сирии действуют пять рот Вагнера, а также рота «Карпаты», прикрепленная к Вагнеру, состоящая в основном из граждан Украины. «Карпаты» насчитывали около 100 бойцов. В мае СБУ объявила, что опознала подполковника Вооруженных сил России Олега Демьяненко в качестве тренера «Карпат». Согласно объявлению, подразделение было сформировано для проведения разведки и нападений в Украине. Говорили также, что среди подрядчиков Вагнера были белорусы.

## Деятельность после
По состоянию на конец ноября 2018 года наёмники выполняли очень мало боевых задач. Вместо этого они были размещены на объектах, и было заявлено, что прошлым летом рота в течение трех месяцев обучалась на базе в 70 километрах от Дайр-эз-Заура борьбе с беспорядками.
В начале мая 2019 года сообщалось, что снайперы Вагнера были развернуты вдоль линии фронта в Идлибе на северо-западе Сирии в ожидании наступления сирийской армии. Наземное наступление было начато 6 мая, после недельной воздушной кампании против территории повстанцев, при этом проправительственным войскам удалось захватить два крупных города в течение трех дней. Появились фотографии и видеозаписи, на которых видно, как минимум, одного сотрудника, сопровождающего сирийские войска в один из городов. Во время наступления также присутствовали сотрудники российского спецназа.
В начале сентября наёмники готовились к наступлению на удерживаемый повстанцами город Идлиб. Они объединились в подразделения численностью 50 человек, оснащенные танками, при поддержке российской авиации. Работая с регулярными сирийскими правительственными войсками, они должны были сначала создать коридоры эвакуации гражданского населения, а затем начать наступление на город.
15 октября 2019 года сирийские правительственные войска вошли в город Манбидж и его окрестности, когда вооруженные силы США начали вывод войск из этого района, который был завершен к концу дня. Впоследствии российские военные начали патрулирование между районами, контролируемыми повстанцами, и правительственными районами в районе Манбидж. Считалось, что ЧВК Вагнера были причастны к захвату заброшенной военной базы США в этом районе, из-за подтвержденного присутствия российского журналиста, который, как было известно, регулярно следил за подрядчиками.
В середине января 2020 года началось напряженное противостояние, когда войска США заблокировали проезд российской военной техники по шоссе М4 на северо-востоке Сирии. К концу месяца произошло почти полдюжины инцидентов. В начале февраля транспортные средства с российскими контрактниками также были заблокированы американскими войсками на автомагистралях. По данным США, инциденты произошли в глубине территории, патрулируемой их военными и возглавляемыми курдами SDF.
По состоянию на начало февраля ЧВК была размещена на передовой в районе равнины Эль-Габ в провинции Хама. В апреле связанный с Вагнером российский подрядчик по обеспечению безопасности «Евро Полис» доставил в Сирию 50 аппаратов искусственной вентиляции легких, 10 000 наборов для тестирования на коронавирус и 2000 единиц защитной одежды в условиях пандемии коронавируса. В конце декабря 2020 года атаки ИГИЛ усилились на востоке Сирии после того, как, по сообщениям, наёмники отступили из провинции Дайр-эз-Заур в Латакию.
В конце декабря 2021 года ЧВК «Вагнер» приняли участие в крупномасштабной военной операции против ячеек ИГИЛ в сирийской пустыне.
15 марта 2023 года Сирийская обсерватория по правам человека сообщила, что 266 российских наёмников были убиты в Сирии во время гражданской войны.